# Бад Зобернхайм
Бад Зобернхайм (на немски: Bad Sobernheim) е курортен град в окръг Бад Кройцнах в Рейнланд-Пфалц, Германия, с 6411 жители (към 31 декември 2013). Намира се на река Нае.